# Михаил II Тих Асен
Вижте пояснителната страница за други личности с името Михаил Асен.
Михаил II Тих Асен[източник? (Поискан днес)] е цар на България, като син на цар Константин Тих от третата му съпруга царица Мария Палеологина Кантакузина, която е племенница на византийския император Михаил VIII Палеолог, и е дъщеря на по-голямата сестра на императора – Ирина Комнина Палеологина и Йоан Кантакузин. Михаил царува самостоятелно от 1277 до 1278 г. (с баща си от 1272 до 1277 г. и от 1278 до 1279 г. с Ивайло) и отново се възкачва на трона през 1302/3 г. като претендент срещу цар Теодор Светослав. 
Михаил е роден между 1269 и 1272 г., и вероятно е кръстен на своя родственик и възстановител на Ромейската империя – император Михаил VIII Палеолог. Той е провъзгласен за Порфирогенет в съответствие с византийската традиция, може би за да се предотврати наследяването на трона от по-възрастни синове на цар Константин Асен I. Младият Михаил е коронясан за съцар от родителите си преди 1272 или 1273 г. Майка му, царица Мария, има за цел да осигури безспорното му владение на трона, предвид политическата и физическа слабост на цар Константин I Асен. С цел да елиминира основния съперник за царския престол, тя осиновява за свой син възрастния деспот Яков Светослав, след което го отравя през 1276 г.
Царица Мария обаче не може да се справи с въстанието на Ивайло, и след убийството на баща му, младият съвладетел остава български цар под регентството на майка си царица Мария, обаче контролът му се ограничава до старопрестолното Търново. В този момент, предвид Лионската уния, чичото на майка му – император Михаил VIII, издига свой кандидат за българския престол – Иван Асен III, син Мицо Асен и Мария Асенина, за който император Михаил VIII жени дъщеря си Ирина Палеологина.
Призована от пратеник на император Михаил VIII да предаде властта на Иван Асен III, който бил начело на византийска армия изпратена да го инсталира на трона, царица Мария вляза в тайни преговори с бунтовника Ивайло, предлагайки му да му предаде столицата, ако се съгласи да се ожени за нея и да гарантира на нея и сина ѝ запазване на владетелските позиции. С неохота Ивайло се съгласява на "царското предложение", но единствено и само "в името на мира". Ивайло се жени за царицата Мария през пролетта на 1278 г., ставайки съцар на сина ѝ Михаил. Ивайло разбива армията под предводителството на претендента Иван Асен III, но армия на византийския съюзник Ногай хан от Златната орда го обсажда и блокира в Дръстър (Силистра) за три месеца през 1278–1279 г., докато нова византийска армия си проправя път към столицата Търново. Разтревожените търновски велможи обявяват Ивайло за мъртъв и предават града на византийците, приемайки императорския "дар" Иван Асен III – през февруари 1279 г. По този начин Михаил е детрониран и заедно с майка си царица Мария (бременна от Ивайло), като двамата са заловени от византийците, оковани и хвърлени в тъмница в Адрианопол. Михаил се появява отново в историческите анали през 1302/3 г., когато група български опозиционно настроени боляри го призовават да си върне трона от цар Теодор Светослав. Въпреки че получава византийска военна подкрепа, Михаил не успява да се закрепи в Мизия, като има сведение, че „се скита из Търново“. Този му опит за възстановяване на българския трон се свързва със слабо запазен скален надпис от пещерните манастири близо до село Рояк, в който е посочен като „багренородния цар Михаил“. Последвалата му съдба и датата на смъртта му са неизвестни.